# Skolaj Penn-ar-Bed
Le Skolaj Penn-ar-bed est un petit bagad temporaire qui a pour but d'apprendre les principes du bagad et ainsi motiver les jeunes qui n'ont pas encore intégré leur propre bagad. Il est formé de jeunes musiciens finistériens ainsi que de formateurs professionnels de Bodadeg Ar Sonerion.